# Saint-Omer (Québec)
Pour les articles homonymes, voir Saint-Omer.
Saint-Omer est une municipalité canadienne du Québec, située dans la MRC de L'Islet, dans la région administrative de Chaudière-Appalaches. 

## Toponymie
Elle est nommée en l'honneur de l'évêque Audomar.

## Histoire

### Chronologie municipale
- 1er janvier 1954 : Érection de la municipalité de Saint Omer.
- 15 mars 1969 : La municipalité change de nom pour Saint-Omer.

## Géographie
La rivière du Rochu traverse la municipalité du nord au sud. La rivière Saint-Roch Nord conflue avec la rivière Saint-Roch au nord-ouest. Cette dernière coule vers le sud-est le long de la limite ouest de la municipalité.

## Démographie
| 1996 | 2001 | 2006 | 2011 | 2016 | 2021 |
| ---- | ---- | ---- | ---- | ---- | ---- |
| 363  | 379  | 343  | 310  | 277  | 294  |

## Administration
Les élections municipales se font en bloc pour le maire et les six conseillers.
| Saint-Omer Maires depuis 2001                                                                                        |                    |                                      |          |
| Élection | Maire              | Qualité                              | Résultat |
| 2001 | Réjeanne Godbout   |                                      | Voir     |
| 2005 | Réjeanne Godbout   | Voir                                 |          |
| 2009 | Réjeanne Godbout   | Voir                                 |          |
| 2013 | Clément Fortin     |                                      | Voir     |
| 2017 | Clément Fortin     | Voir                                 |          |
| déc. 2019 | Lauréat Fortin     |                                      | Voir     |
| juin 2021 | Nathalie Chouinard | Mairesse suppléante (juin-nov. 2021) | Voir     |
| 2021 | Nathalie Chouinard | Mairesse suppléante (juin-nov. 2021) | Voir     |
| Élection partielle en italique Depuis 2005, les élections sont simultanées dans toutes les municipalités québécoises |                    |                                      |          |